# Южный Анноне
Ю́жный Анноне́ (фр. Annonay-Sud) — кантон во Франции, находится в регионе Рона — Альпы, департамент Ардеш. Входит в состав округа Турнон-сюр-Рон.
Код INSEE кантона — 0832. Всего в кантон Южный Анноне входит 9 коммун, из них главной коммуной является Анноне.
Кантон был образован в 1973 году.

## Коммуны кантона

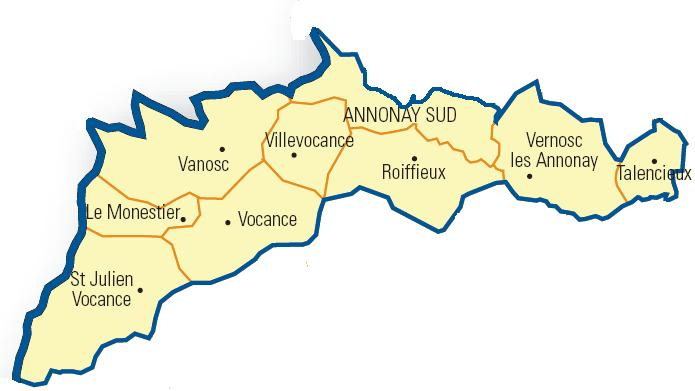
Карта кантона

| Коммуна            | Население, чел. (2006) | Почтовый индекс | Код INSEE |
| ------------------ | ---------------------- | --------------- | --------- |
| Анноне             | 6 644                  | 07100           | 07010     |
| Ваноск             | 767                    | 07690           | 07333     |
| Верноск-лез-Анноне | 1 679                  | 07430           | 07337     |
| Вильвоканс         | 1 089                  | 07690           | 07342     |
| Воканс             | 619                    | 07690           | 07347     |
| Монетье            | 65                     | 07690           | 07160     |
| Руафьё             | 2 453                  | 07100           | 07197     |
| Сен-Жюльен-Воканс  | 241                    | 07690           | 07258     |
| Талансьё           | 772                    | 07340           | 07317     |

## Население
Население кантона на 2006 год составляло 15 250 человек.
| 1962 | 1968 | 1975 | 1982 | 1990 | 1999   | 2006   | 2007 | 2008 |
| ---- | ---- | ---- | ---- | ---- | ------ | ------ | ---- | ---- |
| —    | —    | —    | —    | —    | 14 283 | 15 250 | —    | —    |